# Parapercis diplospilus
Parapercis diplospilus är en fiskart som beskrevs av Janet R. Gomon 1981. Parapercis diplospilus ingår i släktet Parapercis och familjen Pinguipedidae. Inga underarter finns listade i Catalogue of Life.